# Spinus thibetanus
El jilguero tibetano (Spinus thibetanus) es una especie de ave paseriforme de la familia Fringillidae propia del este de la meseta tibetana y el Himalaya. Anteriormente se clasificó en los géneros Carduelis y Serinus.

## Descripción
Alcanza una longitud aproximada de 12 cm. El plumaje de las partes superiores del macho es de color verde oliva y el de las partes inferiores amarillo, así como el de la ceja y la parte de atrás de las orejas; el obispillo es de color verde amarillento. Las hembras presentan dorso de color verde grisáceo con rayas negras; garganta amarillo pálido; pecho flanqueado de negro y con rayas y barras nítidas en las alas. Emite un llamado suave que suena como twang twang.

## Distribution y hábitat
Su hábitat natural son los bosques templados. Generalmente se cría en bosques mixtos y pasa el invierno en el aliso, en el centro y el este de Himalaya. Se encuentra en Birmania, Bután, China, India y Nepal. Ha sido observado en Sikkim.